# Property and Environment Research Center
Property and Environment Research Center – amerykański think tank założony w 1980 i mający aktualnie swoją główną siedzibę w Bozeman. Misją instytutu jest udowadnianie, że prawa własności prywatnej, brak ingerencji rządu, a także polityka wolnego rynku są najlepszymi metodami ochrony środowiska przed jej wyniszczeniem. Organizacja promuje wolnorynkowy ekologizm (ang. free-market environmentalism).
Instytut został założony w roku 1980 przez garstkę ekonomistów. Od tamtego momentu znacznie się rozrósł, stając się jedną z większych organizacji ekologicznych w USA wspierających ekologizm i promujących wolny rynek. W niedalekim czasie jest planowanie zbudowanie własnego uniwersytetu PERC.
Założycielem i byłym prezesem oraz dyrektorem wykonawczym organizacji jest Terry L. Anderson, który aktualnie zasiada w zarządzie jako starszy doradca. Aktualnym dyrektorem wykonawczym jest Reed Watson.
Aktualnie, głównymi tematami badań instytutu są:
- Opracowywanie nowych strategii związanych z handlem wodą
- Analiza polityk związanych ze zmianą klimatu
- Dążenie do zwiększenia prywatnych miejsc połowów, w celu wyeliminowania morskich przełowów
- Ulepszanie skuteczności opieki nad terenami chroniony przez prywatne agencje (ang. conservation easement)
- Zachęcanie przedsiębiorców do inwestowania w środowisko, aby zademonstrować korzyści jakie płyną ze współpracy z Instytutem (w ramach pomocy ochrony środowiska)
- Popieranie nowej polityki zarządzania publicznymi ziemiami, która łączy się z większą odpowiedzialnością finansową za zarządzanie środowiskiem